# Schweizer Holzzeitung
Die Schweizer Holzzeitung (Untertitel: Das unabhängige Fachmedium für die Wertschöpfungskette Holz) war eine Fachzeitschrift, die mit 21 Ausgaben pro Jahr erschien. Zuletzt (2015) betrug die WEMF-beglaubigte Auflage 1'116 (Vj. 1'110) verkaufte bzw. 7'086 (Vj. 7'068) verbreitete Exemplare.
Die Zeitung behandelte aktuelle Themenschwerpunkte sowie Branche und Wirtschaft, Holzmarkt-Daten und -Fakten, Technik und Praxis, Betrieb und Management, Markt- und Firmennotizen.
In französischer Sprache erschien im gleichen Verlag achtmal jährlich die Schwesterzeitschrift Journal Suisse du Bois (Redaktor: Bruno Holenstein, Auflage 2015 118 verkaufte bzw. 1'741 verbreitete Exemplare).
Beide Zeitungen wurden Ende 2015 eingestellt.